# Dorogháza
Dorogháza is een plaats (község) en gemeente in het Hongaarse comitaat Nógrád. Dorogháza telt 1266 inwoners (2001).